# Dysdera longa
Dysdera longa là một loài nhện trong họ Dysderidae.
Loài này thuộc chi Dysdera. Dysdera longa được Jörg Wunderlich miêu tả năm 1992.